# フェラーリ・246F1
フェラーリ 246F1（Ferrari 246F1 ）は、スクーデリア・フェラーリが1958年から1960年にかけてF1世界選手権で使用したフォーミュラ1カーである。車名の246は「2,400ccの6気筒エンジン」をあらわす。エンジン開発に携わったアルフレード・フェラーリの愛称にちなみディーノ 246F1とも呼ばれる。
当記事では発展型のフェラーリ 256F1（Ferrari 256F1 ）についても説明する。

## 開発
1958年のF1レギュレーション改訂によりアルコール燃料の使用が禁止され、航空機用ガソリン燃料（Avgas）の使用が義務付けられた。また、決勝レースの最低走行距離が500kmから300kmに短縮され、燃料タンクが小さいコンパクトなマシン作りが可能になった。フェラーリはこれらの変更への対応策として、F2用に開発したV型6気筒1.5リットルエンジンを拡大する方法を選んだ。開発はヴィットリオ・ヤーノの指揮下、アルベルト・マッシミーノがシャシー、ルイジ・ベレンターニがエンジンを担当した。
65度のバンク角を持つ「ディーノV6エンジン」は1956年に他界したエンツォ・フェラーリの長男アルフレードの意見を取り入れて設計されたもので、1957年の156F2に始まり、1.9リットル、2.2リットルを経て2.4リットルにまで拡大された。その系譜はロードカーのディーノ・ブランド（フィアット・ディーノ、ディーノ・206/246、ディーノ・208/308GT4）に受け継がれていく。
1958年は開幕戦から246F1で戦い、シーズン終盤には排気量を若干増し、ダンロップ製ディスクブレーキを装備した256F1が登場した。1959年はカルロ・キティの指揮下、ファントゥッツィ製アルミニウムボディの架装、筒型ダンパーへの変更などの改良が施された。1960年にはリアのド・ディオンアクスルが廃され、前後とも独立懸架方式のサスペンションとされた。この年はミッドシップ試作車の246Pも2戦出走した。

## 戦績

### 1958年
1958年シーズンの開幕2戦、フェラーリはプライベーターのロブ・ウォーカー・レーシングチームから出場したクーパーのミッドシップマシンに連敗し、その後はヴァンウォールとの熾烈なタイトル争いが待っていた。クーパー、ヴァンウォールなどの英国勢は非力なエンジンパワーを補うべく、ミッドシップやディスクブレーキ、マグネシウムホイールなどの導入に積極的だったが、フェラーリは強力なエンジンを持ちながらドラムブレーキとスポークホイールを使い続けるなど、技術面で遅れをとっていた。
また、前年に続きレギュラードライバーの死亡事故に見舞われた。フランスグランプリではマイク・ホーソーンが優勝するが、ルイジ・ムッソがクラッシュして死亡。イギリスグランプリで優勝したピーター・コリンズも、続くドイツグランプリで事故死し、欠員を補うためスポーツカーレース部門のドライバー達が起用された。ホーソーンはコリンズの愛車250GTにオプション装備されていたディスクブレーキを参考に、256F1にディスクブレーキの装着を認めさせた。ホーソーンは年間1勝ながら2位5回のポイントを活かしてドライバーズチャンピオンを獲得した。しかし、この年から制定されたコンストラクターズタイトルの初代チャンピオンの名誉はヴァンウォールのものになった。

### 1959年 - 1960年
1959年、クーパーのジャック・ブラバムがミッドシップ時代の到来を告げる中、フェラーリは依然フロントエンジンの256F1で戦っていた。ヴァンウォールから移籍したトニー・ブルックスが高速コースで2勝してタイトル争いに残ったが、最終戦アメリカグランプリでチームメイトのヴォルフガング・フォン・トリップスに追突されチャンスを逃した。
1960年になると256F1では表彰台確保もおぼつかなくなり、チームは翌年の1.5Lエンジン規定導入を見越してミッドシップマシンの開発に注力した。最終戦の地元イタリアグランプリで1-2-3フィニッシュを決めて観客を喜ばせたが、これはモンツァ・サーキットの高速バンクが危険だとして英国勢が参加しなかったためである。この優勝はF1におけるフロントエンジン車の最後の勝利として記録された。

## スペック
シャーシ
- 構造 スチール製チューブラーフレーム
- 全長  mm
- 全幅  mm
- 全高  mm
- 重量 560kg
- ホイルベース 2,160mm（246F1） 2,220mm（256F1）
- トレッド前後 1,278mm/1,250mm（246F1） 1,240mm/1,300mm（256F1）
- ステアリング ウォーム・アンド・セクター（246F1） ラック・アンド・ピニオン（256F1）
- ギアボックス 4速＋後進1速（246F1） 5速＋後進1速（256F1）
- サスペンション 
  - 前 ダブルウィッシュボーン/コイルスプリング
  - 後 ド・ディオンアクスル/リーフスプリング
- ブレーキ ドラム（246F1） ディスク（256F1）

エンジン
- 気筒数・角度 V型4気筒・65度
- 内径85mm×行程71mm（246F1） 内径86mm×行程71mm（256F1）
- 排気量 2,417cc（246F1） 2,475cc（256F1）
- 圧縮比 9.8:1
- 最高出力 280馬力/8,500回転 295馬力/8,600回転（256F1）
- 動弁 DOHC・1気筒あたり2バルブ
- キャブレター ウェバー42 DCN ×3（246F1） ウェバー45 DCN ×3（256F1）
- 点火装置 ツインスパーク
- 潤滑システム ドライサンプ
- クラッチ マルチプレート

タイヤ
- メーカー エングルベール→ダンロップ
- 前輪サイズ 5.50×16
- 後輪サイズ 7.00×16